# Parque Nacional Chiribiquete
Parque Nacional Chiribiquete (em castelhano:  Parque Nacional Natural (PNN) Serranía de Chiribiquete) é o maior parque nacional da Colômbia e o maior parque nacional de floresta tropical do mundo. Foi criado em 21 de setembro de 1989 e expandido duas vezes, em agosto de 2013 e julho de 2018. O parque ocupa uma área de 43.000km2 e inclui a montanha Serranía de Chiribiquete e as terras baixas adjacentes, cobertas por florestas tropicais e sub-tropicais, savanas e rios.

## História
O Parque Natural Nacional Chiribiquete foi estabelecido em 21 de setembro de 1989, já que a região possui uma enorme biodiversidade e vários trabalhos de pintura rupestre. Mais de 6000.000 traços em mais de 75.000 petroglifos e pictografias foram descobertas nas paredes de 60 abrigos de pedra em Serrania de Chiribiquete, sendo o mais velho datado de cerca de 20.000 a.C.. A pintura rupestre foi produzida até o Século XVI e a primeira foi relatada pelo biólogo americano Richard Evan Schultes durante a exploração das primeiras coleções botânicas do Chiribiquete em maio de 1943. Algumas das pinturas foram fotografadas pela primeira vez pelo geólogo Jaime Galvis entre 1986 e 1987. Descobertas posteriores foram feitas por Carlos Castaños, ex-diretor do Sistema de Parques Naturais Nacionais da Colômbia e pelo geólogo e paleontólogo holandês Thomas van der Hammen, de 1990 a 1992.
O parque foi expandido de 13.000 km2 para 28.000km2 em 21 de agosto de 2013.
O cineasta britânico Mike Slee e o fotógrafo clombiano Francisco Forero Bonell fotografaram e filmaram as pinturas rupestres nas paredes verticais do parque em 2014.
O presidente colombiano Juan Manuel Santos anunciou uma nova expansão do parque de 15.000km2, chegando aos atuais 43.000km2 em 21 de fevereiro de2018.
O Parque fica localizado ao noroeste da Floresta Amazônica nas cidades de Caquetá e Guaviare.

## Flora
Chiribiquete é o lar de 30% do ecossistema e flora da Amazônia colombiana e os pesquisadores descobriram 1801 espécies de plantas no parque até o dia de hoje. As florestas tropicais de Chiribiquete são muito desenvolvidas e podem alcançar grandes alturas, com algumas árvores chegando a mais de 40 metros. As árvores mais comuns são Pourouma cecropiifolia, Inga acrocephala, Virola sebifera, seringueira e Pseudolmedia laevis. A sobre vegetação é muito densa e abriga uma grande variedade de plantas parasitas e epifítas. Nas montanhas, arbustos medindo de 12 a 15 metros podem ser encontrados em um solo arenoso. Locais com solo parcialmente coberto como quedas d´água e superfícies rochosas são lar de muitas plantas endêmicas como Senefelderopsis, Hevea nitida, Graffenrieda fantastica e Vellozia tubiflora.

## Fauna
Os pesquisadores descobriram 209 espécies de borboletas, 238 de peixes, 57 de anfíbios, 60 de répteis, mais de 400 de pássaros e 82 de mamíferos, muitas sendo tratadas como endêmicas da região. A região é conhecida pelo seu alto nível de endemismo de anfíbios e peixes de água doce. Também abriga cerca de 30% da diversidade de morcegos da Amazônia e 10% da diversidade de borboletas do país.

### Pássaros
- Galo da serra
- Araracanga
- Martim pescador da mata
- Martim pescador verde
- Martim pescador grande
- Juruva verde
- Guácharo
- Beija-flor esmeralda de Chiribiquete - endêmico da região
- Tinamiformes
- Crax
- Juruva
- Hárpia
- Aracuá comum

### Mamíferos
Carnívoros:
- Ariranha
- Lontra neotropical
- Jaguatirica
- Puma concolor
- Onça pintada

Primatas:
- Cairara
- Sapajus apella
- Macaco de cheiro
- Aotus vociferans
- Macaco barrigudo
- Alouatta seniculus

Outros:
- Tatu
- Tamaduá bandeira
- Dasyprocta fuliginosa
- Paca
- Boto cor de rosa
- Queixada
- Anta

Além de várias espécies de morcego:
- Peropteryx
- Myotis
- Carollia

## Galeria
| - Pictografias - Pictografia, possível cavalo - Pictografia, pessoa - Pictografia, possível mamífero |

## UNESCO
Foi inscrito como Patrimônio Mundial da UNESCO em 2018 por: "possuir mais de 75.000 pinturas, datadas de 20.000 anos antes de Cristo com cenas de caça, batalhas, danças e cerimônias. As comunidades indígenas consideram a região sagrada"